# Acht seizoenen
Acht seizoenen is een compositie van Kalevi Aho uit 2011. Het is een 'concerto voor theremin en kamerorkest'.
De Fin Aho is een veelschrijver op het gebied van klassieke muziek. Zijn werk bestaat voornamelijk uit symfonieën en concerto’s. Hij heeft de intentie voor elke muziekinstrument binnen een symfonieorkest een concerto te schrijven. In aanvulling daarop verschenen echter ook diverse concerto’s van zijn hand, die geschreven waren voor muziekinstrumenten die men juist niet vaak op de podia ziet. In deze categorie valt dit concert voor theremin.
Aanleiding van het schrijven van dit concert was de uitvoering van Aho’s Contrafagotconcert. De Amerikaanse solist voor wie dit werk was geschreven zag Caroline Eyck concerteren en het leek hem leuk als zij bij Aho een concert zou bestellen. Het concert is dan ook voor haar geschreven. Zij kreeg les van Lydia Kavina, op haar beurt een achternicht van Leon Theremin.  Een van de vaste orkesten voor wie Aho componeerde, het Kamerorkest van Lapland, was bereid er geld in te steken. In juli 2011 begaf de componist zich naar Carolina Eyck in Leipzig en zat in de herfst van dat jaar achter het papier. Op 11 oktober 2012 gaf de combinatie onder leiding van John Stargårds de wereldpremière van dit werk. Plaats van handeling van de Korundizaal in Rovaniemi.
De titel Acht seizoenen verwijst daarbij naar de acht seizoenen van de Saami, de link met Lapland. Het concert is daarbij doorgecomponeerd, alle “delen” worden achter elkaar doorgespeeld. De acht secties zijn daarbij:
- Oogst
- Herfstkleuring
- Zwarte sneeuw
- Kerstmisdonkerte
- Winterrijp
- Verbrokkeld sneeuw
- Smelten van ijs
- Midzomernachtszon

De stemming is volgens Aho zelf melancholiek, naar somber, naar optimisme als de zomer in het laatste deel weer komt. Aho vond de theremin goed passen bij het Lapse natuurgeweld, dromerigheid en sjamanen.